# 1851年鐵路
此條目列出1851年發生有關鐵路運輸的事件。

## 5月
- 5月17日：秘魯第一條鐵路通車，來往首都利馬和港口卡亞俄。

## 11月
- 11月1日：莫斯科－聖彼得堡鐵路全線通車。

## 12月
- 12月22日：印度首條鐵路通車。
- 12月25日：智利首條鐵路通車，來往卡爾德拉和科皮亞波。